# Liste von neuzeitlich ausgestorbenen Tieren

Verteilung der beschriebenen Tier- und Pflanzenarten nach Schätzungen aus den 1990er-Jahren

Es sind im Moment über 2 Millionen Arten von Lebewesen beschrieben worden (inklusive Pflanzen und Pilze, die meisten davon sind aber Tierarten). Exakte Zahlen über die Artenvielfalt gibt es nicht, da einerseits viele Arten mehrfach unter verschiedenen  Synonymen beschrieben wurden und andererseits durch molekulargenetische Untersuchungen aus einer Art mehrere gemacht werden müssen. Dazu kommen noch Millionen bisher unbekannte Tierarten, die darauf warten, entdeckt zu werden. Schätzungen gehen von etwa 8,7 Millionen Tierarten weltweit aus, es gibt aber auch andere Schätzungen zwischen 3 Millionen und 110 Millionen, woran man erkennt, dass diese Frage noch sehr lange nicht beantwortet werden kann.
Die Rote Liste der gefährdeten Arten der International Union for Conservation of Nature and Natural Resources (IUCN) listet im März 2025 genau 93351 Tierarten auf, von denen immerhin in der Neuzeit, also seit dem Jahr 1500, schon 789 Arten als ausgestorben gelten ( – Extinct), 35 Arten als in der Wildnis ausgestorben ( – Extinct in the Wild) und 4161 weitere Arten als kritisch bedroht ( – Critically Endangered), 759 davon als kritisch bedroht, möglicherweise ausgestorben ( (PE) – Critically Endangered, Possible Extinct). 6853 Arten gelten als gefährdet ( – Endangered). Bei 16306 dieser 93351 Arten lautet der Gefährdungsstatus allerdings "zu wenig Daten vorhanden" ( – Data Deficient) (Stand: 2. April 2025). Bei den allermeisten Tierarten ist der Gefährdungsstatus von der IUCN somit noch nicht ausreichend untersucht worden, vor allem bei den Wirbellosen, also allen Tieren, die nicht zu den Wirbeltieren gehören (das sind im Großen und Ganzen Fische, Amphibien, Reptilien, Vögel und Säugetiere). Zieht man nämlich die Anzahl der untersuchten Chordatiere (das sind die Wirbeltiere und noch einige wenige andere Tiergruppen, die Schädellose bzw. Manteltiere genannt werden, insgesamt etwa 70000 Arten, bei der IUCN momentan 64411 Arten) von der Gesamtanzahl der untersuchten Tiere ab, so bleiben nur noch 93351–64411 =28940 Tierarten übrig, die von der IUCN untersucht wurden. Von den etwas weniger als 2 Millionen beschriebenen Tierarten ist das nur ein sehr kleiner prozentueller Anteil. Von diesem kleinen Anteil gelten 380 Tierarten als ausgestorben, 14 Arten als in der Wildnis ausgestorben und 1602 Arten als kritisch bedroht (davon gelten 329 als möglicherweise ausgestorben). Man kann davon ausgehen, dass wesentlich mehr als diese 380 Tierarten ausgestorben sind. Da die Wirbellosen im Allgemeinen recht klein sind, erscheint es auch logisch, dass man den Gefährdungsstatus wesentlich schwerer beurteilen kann als bei großen (Wirbel-)Tieren wie zum Beispiel einem Walross.
Die IUCN ist außerdem sehr vorsichtig mit der Einschätzung, ob eine Tierart ausgestorben ist oder nicht.
Zum Beispiel hat der auf den Seychellen lebende Hundertfüßer Mecistocephalus cyclops laut IUCN den Gefährdungsstatus  (PE), also möglicherweise ausgestorben, obwohl die Art seit 1892 nicht mehr gesichtet wurde.
Auch der Gefährdungsstatus des in Südafrika lebenden Stummelfüßers Peripatopsis leonina ist laut IUCN lediglich , also lediglich kritisch bedroht, obwohl er im Jahr 1900 zuletzt gesichtet wurde.
Der in Florida lebende Kiemenfüßer Branchinella alachua, der um 1947 zuletzt gesichtet wurde, hat bei der IUCN ohne Angabe von Gründen den Gefährdungsstatus , also gerade einmal gefährdet. Bei NatureServe Explorer hat diese Art den Gefährdungsstatus Possibly Extinct, also möglicherweise ausgestorben.
Die auf der Insel Madeira lebende Radnetzspinne Araneus hortensis hat laut IUCN den Gefährdungsstatus , also zu wenig Daten vorhanden. Es ist ein einziges Exemplar dieser Art bekannt und wurde seit 1859 nicht mehr gesichtet.
Die IUCN irrt sich auch hie und da bei der Beurteilung des Gefährdungsstatus. So gilt der in Mexiko lebende Zehnfußkrebs Cambarellus chihuahuae bei der IUCN als ausgestorben (angeblich seit 1980 nicht mehr gesichtet), er wurde aber im Jahr 2012 wiederentdeckt.
Der in Südafrika lebende Muschelkrebs Liocypris grandis gilt bei der IUCN als ausgestorben, obwohl er im Jahr 2003 nach 79 Jahren wiederentdeckt wurde.
Auch der im tasmanischen Lake Pedder lebende Strudelwurm Romankenkius pedderensis gilt laut IUCN ohne Angabe von Gründen als ausgestorben, obwohl er im Jahr 2012, etwa 40 Jahre nach seinem Verschwinden, wiederentdeckt wurde.
Es gibt noch einige weitere interessante Beispiele, bei denen sich die IUCN nachweislich irrt. Eine Fachzeitschrift schreibt "The IUCN Red List is not a good catalog of invertebrate extinctions." (zu deutsch: Die Rote Liste der IUCN ist kein guter Katalog für das Aussterben von Wirbellosen.). Daher werden in dieser Liste wesentlich mehr Tierarten als neuzeitlich ausgestorben aufgelistet, als bei der IUCN angegeben.

## Aufnahme in die Liste
In dieser Liste werden diejenigen Tierarten und -unterarten aufgenommen, deren IUCN-Gefährdungsstatus  oder  (PE) lautet und somit offiziell ausgestorben oder möglicherweise ausgestorben (Possibly Extinct) sind. Weiters, weil die IUCN-Liste offensichtlich nicht vollständig ist, werden auch Tierarten aufgenommen, die nach anderen Quellen ausgestorben oder zumindest verschollen sind.
Das richtige Aussterbejahr ist meistens nicht bekannt, in der Literatur werden deswegen auch unterschiedliche Angaben gemacht, die sich durchaus um Jahrzehnte unterscheiden können. So wurde der übereinstimmend als ausgestorben geltende in den USA lebende Zehnfußkrebs Procambarus angustatus laut IUCN zuletzt im Jahr 1958 gesehen. Laut NatureServe Explorer wurde er aber vor dem Jahr 1856 zuletzt gesichtet. Die letzte Angabe, also 1856, dürfte eher stimmen, zumal in beiden Quellen angegeben wird, dass die Art nur ein einziges Mal gesichtet wurde. Da die Art im Jahr 1856 erstbeschrieben wurde, stimmt offensichtlich das Jahr 1856. Im Normalfall wird in dieser Liste aber in der Regel das bei der IUCN angegebene Aussterbejahr angegeben. Oft werden auch Synonyme erwähnt, weil in diversen Quellen ein und dieselbe Art mit verschiedenen wissenschaftlichen Namen benannt wird, obwohl es sich um dieselbe Art handelt.
In dieser Liste wird von einem Worst-Case-Szenario ausgegangen: wenn eine Art mehrere Jahre nicht mehr gesichtet oder gesammelt wurde (und in einer der oben angegebenen Quellen auftaucht), wird angenommen, dass sie ausgestorben ist. Dies kann zwei Ursachen haben: entweder sind tatsächlich mehrere Wiederentdeckungs-Versuche gescheitert (dann kann davon ausgegangen werden, dass die Art tatsächlich ausgestorben ist), oder es wurde einfach nicht nach dieser Art gesucht (dann ist die Art zumindest verschollen). Von einer Art, die sehr häufig ist und die von einem Jahr auf das andere plötzlich verschwindet kann man eher behaupten, dass sie ausgestorben ist, als von einer Art, die man schon immer nur alle paar Jahre einmal beobachten konnte, also schon immer selten war. Ob eine Art mit hundertprozentiger Wahrscheinlichkeit endgültig ausgestorben ist oder nicht, kann man in der Regel nicht beantworten.

## Gründe des Aussterbens
Es gibt viele Gründe, warum Tiere aussterben. Die bei den meisten Arten üblichen Gründe sind die Zerstörung des Lebensraums (zum Beispiel wurde die in Indonesien lebende Felsengarnele Macrobrachium purpureamanus vor 1998 zuletzt gesichtet, weil damals der Torfsumpf, in dem die Art lebte, in Ölpalmen- und Kautschukplantagen umgewandelt wurde), die Übernutzung (zum Beispiel die Überweidung und die Überfischung), Klimaveränderungen wie die gegenwärtige globale Erwärmung, das Einführen von Krankheiten (wie zum Beispiel die Chytridiomykose bei Amphibien), die Ausrottung (zum Beispiel durch invasive Arten) der Pflanzen, von denen sich die Art ernährt, die Wasserverschmutzung, die Entwaldung oder der Bergbau, die Vergiftung durch verschiedenste Pestizide und das Einführen von Fraßfeinden wie zum Beispiel Schweine, Katzen und Ratten. Ob diese Zerstörungen absichtlich oder unabsichtlich herbeigeführt wurden, spielt dabei keine Rolle.
Ein origineller Aussterbe-Grund ist auch der folgende: es gibt Federmilben, die parasitär auf den Federn von Vögeln gelebt haben und gemeinsam mit ihrem Wirt ausgestorben sind (wie zum Beispiel die aus Nordamerika stammende Art Chiasmalges carolinensis, die gemeinsam mit dem Karolinasittich spätestens im Jahr 1927 ausgestorben ist)
Auffällig ist, dass viele Tiere als ausgestorben gelten, welche endemisch auf Inseln leb(t)en. In der folgenden Liste sind viele Arten, die endemisch auf der  Weihnachtsinsel, Tasmanien, St. Helena, Sardinien, Neuseeland, Madeira, den Seychellen oder auf Hawaii lebten, dort aber ausgestorben und somit auch gleichzeitig weltweit ausgestorben sind. Es ist viel schwieriger nachzuweisen, dass eine ehemals weiter verbreitete kontinentale Art ausgestorben ist, weil man nur sehr schwer mit Gewissheit zeigen kann, dass es am gesamten Festland keine solchen Tiere mehr gibt.
Auffällig ist auch, dass es kaum Meereslebewesen gibt, die momentan als ausgestorben gelten, obwohl deren Anteil an der Tierwelt ein hoher ist. Dies liegt daran, dass es für das Meer und vor allem für die Tiefsee extrem schwer ist, nachzuweisen, ob eine Art ausgestorben ist oder nicht.

## Liste der nach 1500 ausgestorbenen Tiere
In der folgenden Liste werden diejenigen neuzeitlich ausgestorbenen Tierarten aufgelistet, die weder Wirbeltiere (also Amphibien, Fische, Reptilien, Säugetiere und Vögel) noch Insekten noch Weichtiere sind. Für diese Tiere gibt es jeweils eigene Wikipedia-Artikel. Es geht in dieser Liste vor allem um Spinnen, Tausendfüßer, Krebstiere, Nesseltiere, Stachelhäuter und Würmer. Die IUCN listet bei diesen übrig gebliebenen Tierarten lediglich 6354 Arten auf, von denen 27 als ausgestorben gelten, eine Art als ausgestorben in der Wildnis, 357 Arten als kritisch bedroht und 653 Arten als gefährdet (Stand: 2. April 2025).
Die folgende Liste kann man nicht nur nach dem wissenschaftlichen Namen, dem (selten vorhandenen) deutschen Namen, der Ordnung, der Familie und dem Gefährdungsstatus, sondern auch nach ihrer Verbreitung ordnen, wobei alphabetisch aufsteigend nach dem Staat, in dem die Art vorkommt, geordnet wird (dieser Staat wird in Klammern geschrieben). Auch nach dem Jahr der letzten Sichtung kann man diese Liste ordnen (leider ist nicht bei allen Arten das Jahr der letzten Sichtung bekannt bzw. eruierbar). In der Spalte mit dem wissenschaftlichen Namen sind auch die Wikidata-Links (die farbigen Balken) anklickbar.
| in der Tabelle vorkommende Tierstämme                                                     |
| ----------------------------------------------------------------------------------------- |
| Stamm Ringelwürmer (Annelida), Klasse Gürtelwürmer (Clitellata)                           |
| Stamm Gliederfüßer (Arthropoda), Klasse Spinnentiere (Arachnida)                          |
| Stamm Gliederfüßer (Arthropoda), Klasse Kiemenfußkrebse (Branchiopoda)                    |
| Stamm Gliederfüßer (Arthropoda), Klasse Cephalocarida                                     |
| Stamm Gliederfüßer (Arthropoda), Klasse Hundertfüßer (Chilopoda)                          |
| Stamm Gliederfüßer (Arthropoda), Klasse Doppelfüßer (Diplopoda)                           |
| Stamm Gliederfüßer (Arthropoda), Klasse Sackkiefler (Entognatha)                          |
| Stamm Gliederfüßer (Arthropoda), Klasse Hexanauplia                                       |
| Stamm Gliederfüßer (Arthropoda), Klasse Insekten (Insecta)                                |
| Stamm Gliederfüßer (Arthropoda), Klasse Höhere Krebse (Malacostraca)                      |
| Stamm Gliederfüßer (Arthropoda), Klasse Maxillopoda                                       |
| Stamm Gliederfüßer (Arthropoda), Klasse Muschelkrebse, Ostrakoden (Ostracoda)             |
| Stamm Chordatiere (Chordata), Unterstamm Wirbeltiere, Schädeltiere (Vertebrata, Craniota) |
| Stamm Nesseltiere (Cnidaria), Klasse Blumentiere (Anthozoa)                               |
| Stamm Nesseltiere (Cnidaria), Klasse Hydrozoen (Hydrozoa)                                 |
| Stamm Stachelhäuter (Echinodermata), Klasse Seesterne (Asteroidea)                        |
| Stamm Weichtiere (Mollusca)                                                               |
| Stamm Schnurwürmer (Nemertea), Klasse Enopla                                              |
| Stamm Stummelfüßer (Onychophora), Klasse Udeonychophora                                   |
| Stamm Plattwürmer (Plathelminthes), Klasse Rhabditophora                                  |
| Stamm Plattwürmer (Plathelminthes), Klasse Saugwürmer (Trematoda)                         |
| Stamm Bärtierchen (Tardigrada), Klasse Mesotardigrada                                     |

| Wissenschaftlicher Name und Wikidata-Link                                                     | Deutscher Name                  | Ordnung                                          | Familie                                                            | Verbreitung                                                                           | Gefährdungs- status | zuletzt gesichtet | Links                                        | Bild                                            |
| --------------------------------------------------------------------------------------------- | ------------------------------- | ------------------------------------------------ | ------------------------------------------------------------------ | ------------------------------------------------------------------------------------- | ------------------- | --- | -------------------------------------------- | ----------------------------------------------- |
| Stamm Ringelwürmer (Annelida), Klasse Gürtelwürmer (Clitellata)                               |                                 |                                                  |                                                                    |                                                                                       |                     | |                                              |                                                 |
| Amynthas japonicus                                                                            |                                 | Regenwürmer im weiteren Sinne (Crassiclitellata) | Riesenregenwürmer (Megascolecidae)                                 | (Japan)                                                                               |                     | ein einziges Exemplar bekannt, welches in den 1820er-Jahren gesammelt wurde (im Museum Leiden zu sehen)                                                                                           | [ 16 ] [ 41 ]                                |                                                 |
| Aporodrilus mortenseni                                                                        |                                 | Regenwürmer im weiteren Sinne (Crassiclitellata) | Riesenregenwürmer (Megascolecidae)                                 | Palmerston North (Nordinsel, Neuseeland)                                              | (PE)                | wurde im Jahr 1915 zuletzt gesichtet, ein einziges Exemplar bekannt | [ 16 ] [ 42 ] [ 33 ]                         |                                                 |
| Hypolimnus pedderensis                                                                        | Lake-Pedder-Regenwurm           | Regenwürmer im weiteren Sinne (Crassiclitellata) | Riesenregenwürmer (Megascolecidae)                                 | Stausee Lake Pedder (Tasmanien, Australien)                                           |                     | wurde im Jahr 1971 zuletzt gesichtet; im Jahr 1972 wurde der ursprüngliche Gletschersee durch Dämme aufgestaut                                                                                    | [ 16 ] [ 43 ] [ 44 ] [ 30 ] [ 35 ] [ 29 ]    | Lake-Pedder-Regenwurm (Hypolimnus pedderensis)  |
| Maoridrilus felix                                                                             |                                 | Regenwürmer im weiteren Sinne (Crassiclitellata) | Acanthodrilidae                                                    | Tal vom Waimangaroa River (Südinsel, Neuseeland)                                      | (PE)                | wurde im Jahr 2010 zuletzt gesichtet; nur zwei Exemplare bekannt | [ 45 ] [ 33 ]                                |                                                 |
| Octochaetus levis                                                                             |                                 | Regenwürmer im weiteren Sinne (Crassiclitellata) | Riesenregenwürmer (Megascolecidae)                                 | Hampden (Südinsel, Neuseeland)                                                        | (PE)                | wurde im Jahr 1876 zuletzt gesichtet | [ 46 ] [ 33 ]                                |                                                 |
| Octochaetus microchaetus                                                                      |                                 | Regenwürmer im weiteren Sinne (Crassiclitellata) | Riesenregenwürmer (Megascolecidae)                                 | Hampden (Südinsel, Neuseeland)                                                        | (PE)                | wurde im Jahr 1876 zuletzt gesichtet | [ 47 ] [ 33 ]                                |                                                 |
| Rhinodrilus fafner                                                                            | Brasilianischer Riesenregenwurm | Regenwürmer im weiteren Sinne (Crassiclitellata) | Rhinodrilidae                                                      | Belo Horizonte (Minas Gerais, Brasilien)                                              |                     | wurde im Jahr 1912 zuletzt gesichtet; nur der Holotypus ist bekannt | [ 16 ] [ 48 ] [ 30 ] [ 29 ]                  |                                                 |
| Tokea orthostichon                                                                            |                                 | Regenwürmer im weiteren Sinne (Crassiclitellata) | Megascolecidae                                                     | Nordinsel (Neuseeland)                                                                |                     | wurde im Jahr 1854 zuletzt gesichtet | [ 16 ] [ 49 ]                                |                                                 |
| Xerobdella lecomtei                                                                           | Europäischer Landblutegel       | Rüssellose Egel (Arhynchobdellida)               | Xerobdellidae                                                      | Buchenwäldern im Bereich um Graz (Österreich)                                         |                     | wurde im Jahr 2007 zuletzt gesichtet | [ 16 ] [ 50 ] [ 51 ]                         | Xerobdella lecomtei                             |
| Stamm Gliederfüßer (Arthropoda), Klasse Spinnentiere (Arachnida)                              |                                 |                                                  |                                                                    |                                                                                       |                     | |                                              |                                                 |
| Afrogarypus seychellesensis                                                                   |                                 | Pseudoskorpione (Pseudoscorpiones)               | Geogarypidae                                                       | Insel Praslin (Seychellen)                                                            | (PE)                | ein einziges Exemplar konnte im Jahr 1940 gesichtet werden | [ 17 ] [ 52 ] [ 35 ] [ 33 ]                  |                                                 |
| Akrav israchanani                                                                             |                                 | Skorpione (Scorpiones)                           | Akravidae                                                          | Ajalon-Höhle, Levana Cave (Israel)                                                    |                     | starb wahrscheinlich zwischen 1960 und 1991 aus; wurde nie lebend gesichtet | [ 17 ] [ 53 ]                                | vertrocknete Hülle von Akrav israchanani        |
| Aptostichus killerdana                                                                        |                                 | Webspinnen (Araneae)                             | Euctenizidae                                                       | Orange County (Kalifornien, USA)                                                      |                     | dürfte vor 1971 ausgestorben sein | [ 17 ] [ 54 ]                                | Aptostichus killerdana                          |
| Aptostichus lucerne                                                                           |                                 | Webspinnen (Araneae)                             | Euctenizidae                                                       | San Bernardino County (Kalifornien, USA)                                              |                     | wurde im Jahr 1957 zuletzt gesichtet | [ 17 ] [ 54 ]                                |                                                 |
| Araneus hortensis                                                                             |                                 | Webspinnen (Araneae)                             | Echte Radnetzspinnen (Araneidae)                                   | Insel Madeira (Portugal)                                                              |                     | wurde seit der Erstbeschreibung im Jahr 1859 nicht mehr gesichtet, ein einziges Exemplar ist bekannt                                                                                              | [ 55 ] [ 35 ]                                |                                                 |
| Ariadna natalis                                                                               |                                 | Webspinnen (Araneae)                             | Fischernetzspinnen (Segestriidae)                                  | Weihnachtsinsel (Australien)                                                          |                     | wurde zwischen 1897 und 1902 zuletzt gesichtet | [ 56 ]                                       |                                                 |
| Belisarius ibericus                                                                           |                                 | Skorpione (Scorpiones)                           | Troglotayosicidae                                                  | Sierra de las Nieves (Spanien)                                                        |                     | dürfte im Jahr 1952 zuletzt gesichtet worden sein | [ 35 ]                                       |                                                 |
| Benoitodes caheni                                                                             |                                 | Webspinnen (Araneae)                             | Glattbauchspinnen (Gnaphosidae)                                    | Insel St. Helena (Britische Überseegebiete)                                           | (PE)                | wurde im März 1967 zuletzt gesichtet | [ 17 ] [ 57 ] [ 58 ] [ 31 ]                  |                                                 |
| Biantes parvulus                                                                              |                                 | Weberknechte (Opiliones)                         | Biantidae                                                          | Inseln Mahé, Silhouette und Praslin (Seychellen)                                      | (PE)                | wurde im Jahr 1972 zuletzt gesichtet | [ 17 ] [ 59 ] [ 35 ] [ 33 ]                  |                                                 |
| Bonapruncinia sanctaehelenae                                                                  |                                 | Webspinnen (Araneae)                             | Krabbenspinnen (Thomisidae)                                        | Insel St. Helena (Britische Überseegebiete)                                           | (PE)                | wurde am 26. November 1965 zuletzt gesichtet; nur zwei junge weibliche Exemplare konnten gesammelt werden                                                                                         | [ 17 ] [ 60 ] [ 31 ]                         |                                                 |
| Cantuaria abdita                                                                              |                                 | Webspinnen (Araneae)                             | Idiopidae                                                          | Hidden Island (Neuseeland)                                                            |                     | wurde im Jahr 1955 zuletzt gesichtet | [ 35 ]                                       | Cantuaria abdita                                |
| Centrobunus braueri                                                                           |                                 | Weberknechte (Opiliones)                         | Podoctidae                                                         | Insel Mahé (Seychellen)                                                               |                     | wurde im Jahr 1894 zuletzt gesichtet | [ 17 ] [ 61 ] [ 30 ]                         |                                                 |
| Ceratinopsis acripes                                                                          |                                 | Webspinnen (Araneae)                             | Baldachinspinnen, Deckennetzspinnen (Linyphiidae)                  | Insel Madeira (Portugal)                                                              |                     | könnte im Jahr 1894 zuletzt gesichtet worden sein | [ 35 ]                                       |                                                 |
| Cheiracanthium wilma, Syn.: Helebiona wilma                                                   |                                 | Webspinnen (Araneae)                             | Cheiracanthiidae                                                   | Insel St. Helena (Britische Überseegebiete)                                           |                     | dürfte im Jahr 1977 zuletzt gesichtet worden sein, nur vom Typmaterial bekannt | [ 17 ] [ 62 ] [ 31 ]                         |                                                 |
| Chiasmalges carolinensis                                                                      |                                 | Sarcoptiformes                                   | Psoroptoididae                                                     | (Nordamerika)                                                                         |                     | wurde zuletzt vor dem Jahr 1869 gesichtet; diese Federmilbe starb gemeinsam mit dem Karolinasittich aus; nur ein Männchen bekannt                                                                 | [ 17 ] [ 40 ]                                |                                                 |
| Compressalges nipponiae                                                                       |                                 | Sarcoptiformes                                   | Caudiferidae                                                       | (Japan und evtl. China)                                                               |                     | wurde zuletzt in den 1980er-Jahren gesichtet; diese Milbe parasitierte auf dem extrem gefährdeten Nipponibis                                                                                      | [ 17 ] [ 63 ] [ 64 ] [ 34 ]                  |                                                 |
| Dicrogonatus gardineri                                                                        |                                 | Holothyrida                                      | Holothyridae                                                       | Insel Mahé (Seychellen)                                                               |                     | diese Milbe wurde im Jahr 1909 zuletzt gesichtet | [ 17 ] [ 65 ] [ 30 ]                         |                                                 |
| Diplaegidia gladiator                                                                         | Wandertaubenmilbe               | Sarcoptiformes                                   | Analgidae                                                          | (Nordamerika)                                                                         |                     | wurde im Jahr 1914 zuletzt gesichtet; diese Milbe parasitierte auf der mittlerweile ausgestorbenen Wandertaube (Ectopistes migratorius)                                                           | [ 17 ] [ 66 ] [ 63 ] [ 30 ] [ 27 ]           |                                                 |
| Drassodes rugichelis                                                                          |                                 | Webspinnen (Araneae)                             | Glattbauchspinnen (Gnaphosidae)                                    | endemisch im Hochland der Insel Madeira (Portugal)                                    |                     | wurde im Jahr 1962 zuletzt gesichtet; dürfte durch Waldbrände im Hochland von Madeira im Jahr 2010 ausgestorben sein, allerdings wurde das Gebiet danach noch zu wenig untersucht                 | [ 67 ] [ 68 ] [ 35 ]                         |                                                 |
| Dysdera vandeli                                                                               |                                 | Webspinnen (Araneae)                             | Sechsaugenspinnen (Dysderidae)                                     | Insel Madeira (Portugal)                                                              |                     | wurde im Jahr 1962 zuletzt gesichtet; nur ein einziges Exemplar bekannt | [ 69 ] [ 35 ]                                |                                                 |
| Dysdera sp. nov. 'Pico'                                                                       |                                 | Webspinnen (Araneae)                             | Sechsaugenspinnen (Dysderidae)                                     | Insel Pico (Azoren, Portugal)                                                         |                     | wurde in den 1950er-Jahren zuletzt gesichtet; nur drei Exemplare bekannt | [ 17 ] [ 70 ]                                |                                                 |
| Echemus modestus                                                                              |                                 | Webspinnen (Araneae)                             | Glattbauchspinnen (Gnaphosidae)                                    | Insel Madeira (Portugal)                                                              |                     | wurde seit der Erstbeschreibung im Jahr 1899 nicht mehr gesichtet | [ 71 ] [ 35 ]                                |                                                 |
| Eresus bifasciatus                                                                            |                                 | Webspinnen (Araneae)                             | Röhrenspinnen (Eresidae)                                           | Republik Altai (Russland)                                                             |                     | wurde im Jahr 1927 oder 1937 zuletzt gesichtet; nur ein Exemplar bekannt | [ 72 ] [ 35 ]                                |                                                 |
| Eresus robustus                                                                               |                                 | Webspinnen (Araneae)                             | Röhrenspinnen (Eresidae)                                           | Navarra (Spanien)                                                                     |                     | wurde im Jahr 1918 zuletzt gesichtet; nur Weibchen bekannt; Artstatus wird angezweifelt (Species inquirenda)                                                                                      | [ 73 ] [ 35 ]                                |                                                 |
| Euso muehlenbergi                                                                             |                                 | Webspinnen (Araneae)                             | Ochyroceratidae                                                    | Inseln Grande Sœur und Petite Sœur (Seychellen)                                       | (PE)                | wurde im Jahr 1975 zuletzt gesichtet | [ 17 ] [ 74 ] [ 35 ] [ 33 ]                  |                                                 |
| Fainalges gracilitarsus                                                                       |                                 | Sarcoptiformes                                   | Xolalgidae                                                         | (Nordamerika)                                                                         |                     | wurde vor dem Jahr 1869 zuletzt gesichtet; diese Federmilbe starb gemeinsam mit ihrem Wirtstier, dem Karolinasittich aus                                                                          | [ 17 ] [ 40 ]                                |                                                 |
| Filistata gibsonhilli                                                                         |                                 | Webspinnen (Araneae)                             | Filistatidae                                                       | Weihnachtsinsel (Australien)                                                          |                     | wurde in den 1930er-Jahren zuletzt gesichtet | [ 56 ]                                       |                                                 |
| Forstertyna marplesi                                                                          |                                 | Webspinnen (Araneae)                             | Megadictynidae                                                     | (Neuseeland)                                                                          |                     | wurde im Jahr 1981 zuletzt gesichtet | [ 35 ]                                       |                                                 |
| Gamasomorpha austera                                                                          |                                 | Webspinnen (Araneae)                             | Zwergsechsaugenspinnen (Oonopidae)                                 | Insel Mahé (Seychellen)                                                               | (PE)                | wurde im Jahr 1892 zuletzt gesichtet; nur ein einziges Exemplar bekannt | [ 17 ] [ 75 ] [ 35 ] [ 33 ]                  |                                                 |
| Genoprotolichus simplex                                                                       |                                 | Sarcoptiformes                                   | Pterolichidae                                                      | (Nordamerika)                                                                         |                     | wurde vor dem Jahr 1869 zuletzt gesichtet; diese Federmilbe starb gemeinsam mit ihrem Wirtstier, dem Karolinasittich aus                                                                          | [ 17 ] [ 40 ]                                |                                                 |
| Gnaphosa funerea                                                                              |                                 | Webspinnen (Araneae)                             | Glattbauchspinnen (Gnaphosidae)                                    | Insel St. Helena (Britische Überseegebiete)                                           | (PE)                | wurde am 1. Dezember 1965 zuletzt gesichtet; nur zwei Exemplare konnten gesammelt werden | [ 76 ] [ 35 ]                                |                                                 |
| Goneatara eranistes                                                                           |                                 | Webspinnen (Araneae)                             | Baldachinspinnen, Deckennetzspinnen (Linyphiidae)                  | (USA)                                                                                 |                     | wurde im Jahr 1923 zuletzt gesichtet | [ 35 ]                                       |                                                 |
| Hadronyche pulvinator                                                                         | Cascade-Trichternetzspinne      | Webspinnen (Araneae)                             | Atracidae                                                          | Tasmanien (Australien)                                                                |                     | wurde in den 1950er-Jahren zuletzt gesichtet; nur ein weibliches Exemplar bekannt | [ 17 ] [ 77 ] [ 30 ] [ 27 ]                  |                                                 |
| Halarachne americana                                                                          | Karibik-Mönchsrobben-Nasenmilbe | Mesostigmata                                     | Halarachnidae                                                      | (Karibik)                                                                             |                     | diese Raubmilbe parasitierte auf der im Jahr 1952 zuletzt gesichteten und somit ausgestorbenen Karibischen Mönchsrobbe (Neomonachus tropicalis)                                                   | [ 17 ] [ 78 ] [ 79 ] [ 30 ] [ 27 ]           | Halarachne americana                            |
| Hemisolinus helenae                                                                           |                                 | Pseudoskorpione (Pseudoscorpiones)               | Garypinidae                                                        | Insel St. Helena (Britische Überseegebiete)                                           |                     | starb wahrscheinlich zwischen 1967 und 2003 aus | [ 17 ] [ 31 ]                                |                                                 |
| Heteropoda listeri                                                                            |                                 | Webspinnen (Araneae)                             | Riesenkrabbenspinnen (Sparassidae)                                 | Weihnachtsinsel (Australien)                                                          |                     | wurde in den 1930er-Jahren zuletzt gesichtet | [ 56 ]                                       |                                                 |
| Hirstienus nanus                                                                              |                                 | Weberknechte (Opiliones)                         | Phalangodidae                                                      | Insel Mahé (Seychellen)                                                               |                     | wurde im Jahr 1908 zuletzt gesichtet | [ 17 ] [ 80 ] [ 30 ]                         |                                                 |
| Hogna biscoitoi                                                                               |                                 | Webspinnen (Araneae)                             | Wolfsspinnen (Lycosidae)                                           | Insel Porto Santo (Portugal)                                                          |                     | Aussterbedatum unbekannt | [ 17 ] [ 81 ]                                |                                                 |
| Hogna cinica                                                                                  |                                 | Webspinnen (Araneae)                             | Wolfsspinnen (Lycosidae)                                           | Insel St. Helena (Britische Überseegebiete)                                           | (PE)                | wurde im März 1967 zuletzt gesichtet | [ 82 ] [ 35 ]                                |                                                 |
| Holozoster ovalis                                                                             |                                 | Weberknechte (Opiliones)                         | Podoctidae                                                         | Berg Morne Blanc auf der Insel Mahé (Seychellen)                                      | (PE)                | wurde im Jahr 1972 zuletzt gesichtet | [ 17 ] [ 83 ] [ 35 ] [ 33 ]                  |                                                 |
| Homalenotus machadoi                                                                          |                                 | Weberknechte (Opiliones)                         | Sclerosomatidae                                                    | (Portugal)                                                                            |                     | Aussterbedatum unbekannt | [ 35 ]                                       |                                                 |
| Ibalonius lomani                                                                              |                                 | Weberknechte (Opiliones)                         | Podoctidae                                                         | Insel Silhouette (Seychellen)                                                         | (PE)                | wurde im Jahr 1972 zuletzt gesichtet | [ 17 ] [ 84 ] [ 35 ] [ 33 ]                  |                                                 |
| Iberosiro distylos                                                                            |                                 | Weberknechte (Opiliones)                         | Sironidae                                                          | Höhle in der Estremadura (Portugal)                                                   |                     | nur ein einziges Exemplar, ein Männchen, bekannt, welches vor 2004 entdeckt wurde | [ 85 ] [ 35 ]                                |                                                 |
| Idioctis intertidalis                                                                         |                                 | Webspinnen (Araneae)                             | Barychelidae                                                       | Nosy Be (Madagaskar), Insel Curieuse (Seychellen), Insel Grande Comore (Komoren)      | (PE)                | wurde auf den Komoren im Jahr 1981 zuletzt gesichtet, auf den Seychellen im Jahr 1972 und auf Madagaskar im Jahr 1968                                                                             | [ 17 ] [ 86 ] [ 35 ] [ 33 ]                  |                                                 |
| Ixodes nitens                                                                                 |                                 | Zecken (Ixodida)                                 | Schildzecken (Ixodidae)                                            | Weihnachtsinsel (Australien)                                                          |                     | dieser Parasit der Maclear-Ratte, welche seit 1903 als ausgestorben gilt, starb gemeinsam mit ihr aus                                                                                             | [ 17 ] [ 87 ]                                |                                                 |
| Kapitia obscura                                                                               |                                 | Webspinnen (Araneae)                             | Zwergsechsaugenspinnen (Oonopidae)                                 | Kapiti Island (Neuseeland)                                                            |                     | wurde im Jahr 1970 zuletzt gesichtet | [ 88 ] [ 35 ]                                |                                                 |
| Lepthyphantes messapicus                                                                      |                                 | Webspinnen (Araneae)                             | Baldachinspinnen, Deckennetzspinnen (Linyphiidae)                  | Apulien (Italien)                                                                     |                     | wurde seit der Erstbeschreibung vor 1939 nicht mehr gesichtet; nur Weibchen bekannt | [ 89 ] [ 35 ]                                |                                                 |
| Lepthyphantes sardous                                                                         |                                 | Webspinnen (Araneae)                             | Baldachinspinnen, Deckennetzspinnen (Linyphiidae)                  | Sardinien (Italien)                                                                   |                     | Aussterbedatum unbekannt; nur Weibchen bekannt | [ 89 ] [ 35 ]                                |                                                 |
| Leptoneta insularis                                                                           |                                 | Webspinnen (Araneae)                             | Leptonetidae                                                       | Sardinien (Italien)                                                                   |                     | dürfte im Jahr 1994 zuletzt gesichtet worden sein; nur Weibchen bekannt | [ 90 ] [ 91 ] [ 35 ]                         |                                                 |
| Leptoneta patrizii                                                                            |                                 | Webspinnen (Araneae)                             | Leptonetidae                                                       | Sardinien (Italien)                                                                   |                     | dürfte im Jahr 1994 zuletzt gesichtet worden sein | [ 90 ] [ 91 ] [ 35 ]                         |                                                 |
| Leptoneta serbariuana                                                                         |                                 | Webspinnen (Araneae)                             | Leptonetidae                                                       | Sardinien (Italien)                                                                   |                     | dürfte im Jahr 1994 zuletzt gesichtet worden sein; nur Männchen bekannt | [ 90 ] [ 91 ] [ 35 ]                         |                                                 |
| Lopharalichus beckeri                                                                         |                                 | Sarcoptiformes                                   | Pterolichidae                                                      | (Nordamerika)                                                                         |                     | wurde vor dem Jahr 1869 zuletzt gesichtet; diese Federmilbe starb gemeinsam mit ihrem Wirtstier, dem Karolinasittich aus                                                                          | [ 17 ] [ 40 ]                                |                                                 |
| Meta barreti                                                                                  |                                 | Webspinnen (Araneae)                             | Dickkieferspinnen, Kieferspinnen, Streckerspinnen (Tetragnathidae) | Insel Madeira (Portugal)                                                              | (PE)                | wurde im Jahr 1987 zuletzt gesichtet | [ 92 ] [ 93 ]                                |                                                 |
| Metazalmoxis ferruginea                                                                       |                                 | Weberknechte (Opiliones)                         | Zalmoxidae                                                         | Insel Mahé (Seychellen)                                                               |                     | wurde im Jahr 1892 zuletzt gesichtet | [ 17 ] [ 94 ] [ 30 ]                         |                                                 |
| Mitraceras crassipalpum                                                                       |                                 | Weberknechte (Opiliones)                         | Samoidae                                                           | Insel Mahé (Seychellen)                                                               | (PE)                | wurde im Jahr 1972 zuletzt gesichtet | [ 17 ] [ 95 ] [ 35 ] [ 33 ]                  |                                                 |
| Moneta coercervea                                                                             |                                 | Webspinnen (Araneae)                             | Kugelspinnen (Theridiidae)                                         | Inseln Mahé und Silhouette (Seychellen)                                               | (PE)                | wurde auf Mahé im Jahr 1972 zuletzt gesichtet, auf Silhouette seit 1894 nicht mehr | [ 17 ] [ 96 ] [ 35 ] [ 33 ]                  |                                                 |
| Neorhytidelasma conuropsis                                                                    |                                 | Sarcoptiformes                                   | Pterolichidae                                                      | (Nordamerika)                                                                         |                     | wurde vor dem Jahr 1869 zuletzt gesichtet; diese Federmilbe starb gemeinsam mit ihrem Wirtstier, dem Karolinasittich aus                                                                          | [ 17 ] [ 40 ]                                |                                                 |
| Nesiergus gardineri                                                                           |                                 | Webspinnen (Araneae)                             | Vogelspinnen (Theraphosidae)                                       | Inseln Mahé, Silhouette, Praslin, Félicité und Grande Sœur (Seychellen)               | (PE)                | wurde im Jahr 1974 zuletzt gesichtet (auf der Insel Grande Sœur) | [ 17 ] [ 97 ] [ 35 ] [ 33 ]                  |                                                 |
| Nesiergus halophilus                                                                          |                                 | Webspinnen (Araneae)                             | Vogelspinnen (Theraphosidae)                                       | Inseln Silhouette, Curieuse, Recifs und Frégate (Seychellen)                          | (PE)                | wurde im Jahr 1972 zuletzt gesichtet (auf der Insel Frégate) | [ 17 ] [ 98 ] [ 35 ] [ 33 ]                  |                                                 |
| Orsonwelles torosus                                                                           |                                 | Webspinnen (Araneae)                             | Baldachinspinnen, Deckennetzspinnen (Linyphiidae)                  | Kauaʻi (Hawaii, USA)                                                                  |                     | wurde in den 1890er-Jahren zuletzt gesichtet | [ 17 ] [ 99 ]                                | Figur 1 ist Orsonwelles torosus                 |
| Paccius quadridentatus                                                                        |                                 | Webspinnen (Araneae)                             | Trachelidae                                                        | Insel Mahé (Seychellen)                                                               | (PE)                | wurde im Jahr 1892 zuletzt gesichtet | [ 17 ] [ 35 ] [ 33 ]                         |                                                 |
| Palliduphantes eleonorae, Syn.: Lepthyphantes eleonorae                                       |                                 | Webspinnen (Araneae)                             | Baldachinspinnen, Deckennetzspinnen (Linyphiidae)                  | Sardinien (Italien)                                                                   |                     | wurde seit der Erstbeschreibung vor 1995 nicht mehr gesichtet | [ 89 ] [ 35 ]                                |                                                 |
| Palliduphantes garganicus, Syn.: Lepthyphantes garganicus                                     |                                 | Webspinnen (Araneae)                             | Baldachinspinnen, Deckennetzspinnen (Linyphiidae)                  | Apulien (Italien)                                                                     |                     | wurde seit der Erstbeschreibung vor 1951 nicht mehr gesichtet; nur Weibchen bekannt | [ 89 ] [ 35 ]                                |                                                 |
| Peromona erinacea                                                                             |                                 | Weberknechte (Opiliones)                         | Podoctidae                                                         | Insel Mahé (Seychellen)                                                               |                     | wurde im Jahr 1892 zuletzt gesichtet | [ 100 ] [ 30 ]                               |                                                 |
| Philodromus similimus                                                                         |                                 | Webspinnen (Araneae)                             | Laufspinnen (Philodromidae)                                        | endemisch im Hochland der Insel Madeira (Portugal)                                    |                     | wurde im Jahr 1963 zuletzt gesichtet; dürfte durch Waldbrände im Hochland von Madeira im Jahr 2010 ausgestorben sein, allerdings wurde das Gebiet danach noch zu wenig untersucht                 | [ 68 ] [ 35 ]                                |                                                 |
| Plectophanes altus                                                                            |                                 | Webspinnen (Araneae)                             | Cycloctenidae                                                      | (Neuseeland)                                                                          |                     | wurde im Jahr 1958 zuletzt gesichtet | [ 35 ]                                       |                                                 |
| Plectophanes hollowayae                                                                       |                                 | Webspinnen (Araneae)                             | Cycloctenidae                                                      | (Neuseeland)                                                                          |                     | wurde im Jahr 1955 zuletzt gesichtet | [ 35 ]                                       | Plectophanes hollowayae                         |
| Pleorotus braueri                                                                             |                                 | Webspinnen (Araneae)                             | Riesenkrabbenspinnen (Sparassidae)                                 | Insel Mahé (Seychellen)                                                               |                     | wurde im Jahr 1894 zuletzt gesichtet; nur ein Exemplar bekannt | [ 17 ] [ 101 ] [ 30 ]                        |                                                 |
| Prasmiola unica                                                                               |                                 | Weberknechte (Opiliones)                         | Triaenonychidae                                                    | Days Bay (Wellington, Nordinsel, Neuseeland)                                          |                     | wurde im Jahr 1942 zuletzt gesichtet; nur vom Holotyp bekannt (der am 19. Februar 1942 gefunden wurde)                                                                                            | [ 17 ] [ 102 ]                               | Prasmiola unica                                 |
| Protonyssus proctorae                                                                         |                                 | Sarcoptiformes                                   | Xolalgidae                                                         | (Nordamerika)                                                                         |                     | wurde vor dem Jahr 1869 zuletzt gesichtet; diese Federmilbe starb gemeinsam mit ihrem Wirtstier, dem Karolinasittich aus                                                                          | [ 17 ] [ 40 ]                                |                                                 |
| Pterotrogus principalis                                                                       |                                 | Sarcoptiformes                                   | Pteronyssidae                                                      | (Nordamerika)                                                                         |                     | wurde vor 1944 zuletzt gesichtet; diese Federmilbe starb gemeinsam mit ihrem Wirtstier, dem Elfenbeinspecht aus                                                                                   | [ 17 ] [ 103 ]                               |                                                 |
| Rhode testudinea                                                                              |                                 | Webspinnen (Araneae)                             | Sechsaugenspinnen (Dysderidae)                                     | Piemont (Italien)                                                                     |                     | wurde seit der Erstbeschreibung im Jahr 1984 nie mehr gesichtet | [ 104 ] [ 35 ]                               |                                                 |
| Seychellia lodoiceae                                                                          |                                 | Webspinnen (Araneae)                             | Telemidae                                                          | Insel Praslin (Seychellen)                                                            | (PE)                | wurde im Jahr 1972 zuletzt gesichtet; ein einziges Exemplar bekannt | [ 17 ] [ 105 ] [ 35 ] [ 33 ]                 |                                                 |
| Sitalcicus gardineri                                                                          |                                 | Weberknechte (Opiliones)                         | Podoctidae                                                         | Insel Mahé (Seychellen)                                                               |                     | wurde im Jahr 1908 zuletzt gesichtet | [ 17 ] [ 106 ] [ 30 ]                        |                                                 |
| Sitalcicus incertus                                                                           |                                 | Weberknechte (Opiliones)                         | Podoctidae                                                         | Insel Silhouette (Seychellen)                                                         | (PE)                | wurde im Jahr 1972 zuletzt gesichtet | [ 17 ] [ 107 ] [ 35 ] [ 33 ]                 |                                                 |
| Steatoda distincta                                                                            |                                 | Webspinnen (Araneae)                             | Kugelspinnen (Theridiidae)                                         | Insel Madeira (Portugal)                                                              |                     | wurde im Jahr 1859 zuletzt gesichtet; möglicherweise ein Synonym von Steatoda paykulliana | [ 108 ] [ 35 ]                               |                                                 |
| Steriphopus lacertosus                                                                        |                                 | Webspinnen (Araneae)                             | Palpimanidae                                                       | Insel Mahé (Seychellen)                                                               | (PE)                | wurde im Jahr 1892 zuletzt gesichtet | [ 17 ] [ 109 ] [ 35 ] [ 33 ]                 |                                                 |
| Stipax triangulifer                                                                           |                                 | Webspinnen (Araneae)                             | Riesenkrabbenspinnen (Sparassidae)                                 | Insel Mahé (Seychellen)                                                               |                     | wurde im Jahr 1894 zuletzt gesichtet | [ 17 ] [ 110 ] [ 30 ]                        |                                                 |
| Tetragnatha paschae                                                                           |                                 | Webspinnen (Araneae)                             | Dickkieferspinnen, Kieferspinnen, Streckerspinnen (Tetragnathidae) | Osterinsel (Chile)                                                                    |                     | wurde seit der Erstbeschreibung im Jahr 1924 nie mehr gesichtet | [ 17 ] [ 111 ]                               |                                                 |
| Thermacarus nevadensis                                                                        |                                 | Acariformes                                      | Thermacaridae                                                      | Idaho, Nevada (USA)                                                                   |                     | Aussterbedatum unbekannt | [ 17 ] [ 112 ]                               |                                                 |
| Thomasettia seychellana                                                                       |                                 | Webspinnen (Araneae)                             | Riesenkrabbenspinnen (Sparassidae)                                 | Inseln Mahé und Silhouette (Seychellen)                                               |                     | wurde im Jahr 1908 zuletzt gesichtet | [ 113 ] [ 30 ]                               |                                                 |
| Tityus exstinctus                                                                             |                                 | Skorpione (Scorpiones)                           | Buthidae                                                           | Insel Martinique (Frankreich)                                                         |                     | wurde im Jahr 1884 zuletzt gesichtet | [ 17 ]                                       | Tityus exstinctus                               |
| Voraptus tenellus                                                                             |                                 | Webspinnen (Araneae)                             | Wanderspinnen (Miturgidae)                                         | Inseln Mahé und Silhouette (Seychellen)                                               | (PE)                | wurde im Jahr 1972 zuletzt auf der Insel Mahé gesichtet und im Jahr 1908 zuletzt auf der Insel Silhouette                                                                                         | [ 17 ] [ 114 ] [ 35 ] [ 33 ]                 |                                                 |
| Withius ascensionis                                                                           |                                 | Pseudoskorpione (Pseudoscorpiones)               | Withiidae                                                          | Insel Ascension (Britische Überseegebiete, Vereinigtes Königreich)                    | (PE)                | nur zwei Exemplare konnten im Jahr 1958 gesammelt werden | [ 115 ]                                      |                                                 |
| Zealoctenus cardronaensis                                                                     |                                 | Webspinnen (Araneae)                             | Wanderspinnen (Miturgidae)                                         | (Neuseeland)                                                                          |                     | wurde im Jahr 1969 zuletzt gesichtet | [ 35 ]                                       |                                                 |
| Stamm Gliederfüßer (Arthropoda), Klasse Kiemenfußkrebse (Branchiopoda)                        |                                 |                                                  |                                                                    |                                                                                       |                     | |                                              |                                                 |
| Artemia gracilis                                                                              |                                 | Kiemenfüßer (Anostraca)                          | Artemiidae                                                         | New Haven (Connecticut, USA)                                                          |                     | wurde seit der Erstbeschreibung im Jahr 1869 nicht mehr gesichtet | [ 19 ] [ 116 ]                               |                                                 |
| Dendrocephalus alachua, Syn.: Branchinella alachua                                            |                                 | Kiemenfüßer (Anostraca)                          | Thamnocephalidae                                                   | Gainesville (Alachua County, Florida, USA)                                            |                     | wurde im Jahr 1947 zuletzt gesichtet | [ 19 ] [ 117 ] [ 118 ]                       |                                                 |
| Dendrocephalus lithaca, Syn.: Branchinella lithaca                                            |                                 | Kiemenfüßer (Anostraca)                          | Thamnocephalidae                                                   | Stone Mountain (DeKalb County, Georgia, USA)                                          |                     | wurde im Jahr 1951 zuletzt gesichtet | [ 19 ] [ 119 ] [ 120 ]                       |                                                 |
| Dexteria floridana                                                                            |                                 | Kiemenfüßer (Anostraca)                          | Chirocephalidae                                                    | in einem einzigen Becken, 6 km südlich von Gainesville (Alachua County, Florida, USA) |                     | wurde im Jahr 1939 zuletzt gesichtet | [ 19 ] [ 121 ] [ 122 ] [ 28 ]                | Dexteria floridana                              |
| Stamm Gliederfüßer (Arthropoda), Klasse Cephalocarida                                         |                                 |                                                  |                                                                    |                                                                                       |                     | |                                              |                                                 |
| Lightiella serendipita                                                                        |                                 | Brachypoda                                       | Hutchinsoniellidae                                                 | Brooks Island (Bucht von San Francisco, Kalifornien, USA)                             |                     | wurde im Jahr 1988 zuletzt gesichtet | [ 19 ] [ 123 ] [ 124 ]                       |                                                 |
| Stamm Gliederfüßer (Arthropoda), Klasse Hundertfüßer (Chilopoda)                              |                                 |                                                  |                                                                    |                                                                                       |                     | |                                              |                                                 |
| Mecistocephalus cyclops                                                                       |                                 | Geophilomorpha                                   | Mecistocephalidae                                                  | Insel La Digue (Seychellen)                                                           | (PE)                | wurde im Jahr 1892 zuletzt gesichtet | [ 22 ] [ 125 ] [ 35 ] [ 33 ]                 |                                                 |
| Mecistocephalus sechellarum                                                                   |                                 | Geophilomorpha                                   | Mecistocephalidae                                                  | Insel Silhouette (Seychellen)                                                         | (PE)                | wurde im Jahr 1972 zuletzt gesichtet | [ 22 ] [ 126 ] [ 35 ] [ 33 ]                 |                                                 |
| Stamm Gliederfüßer (Arthropoda), Klasse Doppelfüßer (Diplopoda)                               |                                 |                                                  |                                                                    |                                                                                       |                     | |                                              |                                                 |
| Diglossosternoides curiosus                                                                   |                                 | Polydesmida                                      | Paradoxosomatidae                                                  | Insel Mahé (Seychellen)                                                               | (PE)                | wurde im Jahr 1984 zuletzt gesichtet; nur drei Exemplare bekannt | [ 22 ] [ 127 ] [ 35 ] [ 33 ]                 |                                                 |
| Eucarlia alluaudi                                                                             |                                 | Spirobolida                                      | Pachybolidae                                                       | Insel Marianne (Seychellen)                                                           |                     | wurde im Jahr 1892 zuletzt gesichtet | [ 22 ] [ 128 ]                               |                                                 |
| Hylekobolus latifrons                                                                         |                                 | Spirobolida                                      | Spiroboleliidae                                                    | in Regenwald in der Nähe von Karianga (Region Atsimo-Atsinanana, Madagaskar)          | (PE)                | wurde im Jahr 1926 zuletzt gesichtet, nur vom Holotyp bekannt | [ 22 ] [ 129 ] [ 33 ]                        |                                                 |
| Hypocambala exocoeti                                                                          |                                 | Spirobolida                                      | Cambalopsidae                                                      | Weihnachtsinsel (Australien)                                                          |                     | wurde zwischen 1897 und 1930 zuletzt gesichtet | [ 56 ] [ 130 ]                               |                                                 |
| Orthomorpha crinita                                                                           |                                 | Polydesmida                                      | Paradoxosomatidae                                                  | Insel Mahé (Seychellen)                                                               |                     | wurde im Jahr 1894 zuletzt gesichtet; nur ein Exemplar bekannt | [ 22 ] [ 131 ]                               |                                                 |
| Rhinotus albifrons                                                                            |                                 | Polyzoniida                                      | Siphonotidae                                                       | Insel Praslin (Seychellen)                                                            | (PE)                | wurde im Jahr 1972 zuletzt gesichtet; nur zwei Exemplare sind bekannt | [ 22 ] [ 132 ] [ 35 ] [ 33 ]                 |                                                 |
| Spirobolellus praslinus                                                                       |                                 | Spirobolida                                      | Spirobolidae                                                       | Insel Praslin (Seychellen)                                                            |                     | wurde im Jahr 1902 zuletzt gesichtet | [ 22 ] [ 133 ]                               |                                                 |
| Spirobolellus simplex                                                                         |                                 | Spirobolida                                      | Spirobolidae                                                       | Insel Praslin (Seychellen)                                                            | (PE)                | wurde im Jahr 1951 zuletzt gesichtet; nur zwei Exemplare bekannt | [ 22 ] [ 134 ] [ 35 ] [ 33 ]                 |                                                 |
| Stamm Gliederfüßer (Arthropoda), Klasse Sackkiefler (Entognatha)                              |                                 |                                                  |                                                                    |                                                                                       |                     | |                                              |                                                 |
| Ceratophysella sp. nov. 'HC'                                                                  |                                 | Poduromorpha                                     | Hypogastruridae                                                    | Höhle Hang Kim Cuong (Provinz Kiên Giang, Vietnam)                                    | (PE)                | wurde im Jahr 2006 zuletzt gesichtet; nur von einer einzigen Höhle bekannt, welche mittlerweile touristisch erschlossen ist                                                                       | [ 21 ] [ 135 ] [ 33 ]                        |                                                 |
| Delamarephorura tami                                                                          |                                 | Poduromorpha                                     | Tullbergiidae                                                      | Hon Chong Hills (Provinz Kiên Giang, Vietnam)                                         | (PE)                | wurde nur ein einziges Mal, und das im Jahr 2004 gesichtet; nur fünf Exemplare bekannt | [ 21 ] [ 136 ] [ 33 ]                        |                                                 |
| Stamm Gliederfüßer (Arthropoda), Klasse Hexanauplia                                           |                                 |                                                  |                                                                    |                                                                                       |                     | |                                              |                                                 |
| Afrocyclops pauliani                                                                          |                                 | Cyclopoida                                       | Cyclopidae                                                         | in einem kleinen Teich in Besarety, einem Vorort von Antananarivo (Madagaskar)        |                     | dieser Ruderfußkrebs konnte nur ein einziges Mal im Jahr 1949 gesammelt werden | [ 19 ] [ 137 ] [ 28 ] [ 32 ]                 | Afrocyclops pauliani                            |
| Mastigodiaptomus galapagoensis                                                                |                                 | Calanoida                                        | Diaptomidae                                                        | im Kratersee El Junco (Insel San Cristóbal, Galapagosinseln, Ecuador)                 |                     | wurde im Jahr 2004 zuletzt gesichtet und im Jahr 2020 für ausgestorben erklärt; nach der Einführung von Buntbarschen (Gattung Tilapia) konnte dieser Ruderfußkrebs nicht mehr nachgewiesen werden | [ 138 ]                                      |                                                 |
| Tropodiaptomus ctenopus                                                                       |                                 | Calanoida                                        | Diaptomidae                                                        | Umgebung von Antananarivo (Madagaskar)                                                |                     | dieser Ruderfußkrebs wurde nur ein Mal um 1930 gesichtet | [ 19 ] [ 139 ] [ 28 ] [ 32 ]                 |                                                 |
| Stamm Gliederfüßer (Arthropoda), Klasse Insekten (Insecta)                                    |                                 |                                                  |                                                                    |                                                                                       |                     | |                                              |                                                 |
| Siehe Liste der neuzeitlich ausgestorbenen Insekten                                           |                                 |                                                  |                                                                    |                                                                                       |                     | |                                              |                                                 |
| Stamm Gliederfüßer (Arthropoda), Klasse Höhere Krebse (Malacostraca)                          |                                 |                                                  |                                                                    |                                                                                       |                     | |                                              |                                                 |
| Afrithelphusa gerhildae                                                                       |                                 | Zehnfußkrebse (Decapoda)                         | Potamonautidae                                                     | Kindia (Guinea)                                                                       |                     | wurde nur im Jahr 1957 gesichtet; nur drei Exemplare bekannt | [ 140 ] [ 35 ]                               |                                                 |
| Atya brachyrhinus                                                                             |                                 | Zehnfußkrebse (Decapoda)                         | Süßwassergarnelen (Atyidae)                                        | Cole's Cave (Barbados)                                                                | (PE)                | wurde im Jahr 1972 zuletzt gesichtet; nur zwei Exemplare sind bekannt | [ 19 ] [ 141 ] [ 35 ] [ 33 ]                 |                                                 |
| Austrothelphusa insularis                                                                     |                                 | Zehnfußkrebse (Decapoda)                         | Gecarcinucidae                                                     | (Fidschi)                                                                             |                     | wurde ein einziges Mal, und das im Jahr 1919 gesichtet | [ 19 ] [ 142 ]                               |                                                 |
| Bactrurus cellulanus                                                                          |                                 | Flohkrebse (Amphipoda)                           | Crangonyctidae                                                     | Monroe County, (Indiana, USA)                                                         |                     | wurde im Jahr 1963 zuletzt gesichtet | [ 19 ] [ 143 ]                               |                                                 |
| Cambarellus alvarezi                                                                          |                                 | Zehnfußkrebse (Decapoda)                         | Cambaridae                                                         | Galeana (Nuevo León, Mexiko)                                                          |                     | wurde im Jahr 1991 zuletzt gesichtet; ist nur von einem einzigen kleinen Teich bekannt, welcher seit 1994 ausgetrocknet ist                                                                       | [ 19 ] [ 144 ] [ 35 ] [ 28 ]                 |                                                 |
| Cambarellus areolatus                                                                         |                                 | Zehnfußkrebse (Decapoda)                         | Cambaridae                                                         | Parras de la Fuente (Coahuila, Mexiko)                                                | (PE)                | Aussterbedatum unbekannt; der einzige Ort, an dem man diese Art gefunden hat, die Typlokalität, wurde mittlerweile überflutet und wird künstlich bewirtschaftet                                   | [ 19 ] [ 145 ] [ 35 ] [ 33 ]                 |                                                 |
| Cambaroides koshewnikowi                                                                      |                                 | Zehnfußkrebse (Decapoda)                         | Cambaridae                                                         | Delta vom Fluss Amur (Sibirien, Russland)                                             |                     | wurde in den 1980er-Jahren zuletzt gesichtet | [ 146 ] [ 35 ]                               |                                                 |
| Cambarus veitchorum                                                                           |                                 | Zehnfußkrebse (Decapoda)                         | Cambaridae                                                         | Höhle White Spring Cave im Limestone County (Alabama, USA)                            | (PE)                | wurde im Jahr 1968 zuletzt gesichtet; nur sieben Exemplare wurden gefunden | [ 19 ] [ 147 ] [ 148 ] [ 35 ] [ 33 ]         |                                                 |
| Caridina apodosis                                                                             |                                 | Zehnfußkrebse (Decapoda)                         | Süßwassergarnelen (Atyidae)                                        | Tai Tong (Yuen Long District, Hongkong, China)                                        | (PE)                | wurde im Jahr 1944 zuletzt gesichtet | [ 19 ] [ 149 ] [ 35 ] [ 33 ]                 |                                                 |
| Caridina yilong                                                                               |                                 | Zehnfußkrebse (Decapoda)                         | Süßwassergarnelen (Atyidae)                                        | Yilong Lake (Kreis Shiping, Yunnan, China)                                            | (PE)                | wurde im Jahr 1983 zuletzt gesichtet; im Jahr 1984 trocknete der See für etwa 20 Tage aus | [ 19 ] [ 150 ] [ 35 ] [ 33 ]                 |                                                 |
| Crenoicus mixtus                                                                              |                                 | Asseln (Isopoda)                                 | Phreatoicidae                                                      | Shelta Cave (Great Dividing Range, Victoria, Australien)                              |                     | wurde im Jahr 1974, eventuell aber auch später, zuletzt gesichtet | [ 19 ] [ 151 ] [ 152 ] [ 153 ]               |                                                 |
| Cryphiops luscus                                                                              |                                 | Zehnfußkrebse (Decapoda)                         | Felsen- und Partnergarnelen (Palaemonidae)                         | Municipio La Trinitaria (Chiapas, Mexiko)                                             | (PE)                | wurde im Jahr 1986 zuletzt gesichtet | [ 19 ] [ 154 ] [ 35 ] [ 33 ]                 |                                                 |
| Erimetopus vandenbrandeni                                                                     |                                 | Zehnfußkrebse (Decapoda)                         | Potamonautidae                                                     | Fluss Kongo in der Nähe von Kinshasa (Demokratische Republik Kongo)                   |                     | wurde im Jahr 1931 zuletzt gesichtet | [ 155 ] [ 35 ]                               |                                                 |
| Hawaiodillo danae                                                                             |                                 | Asseln (Isopoda)                                 | Armadillidae                                                       | Kauaʻi (Hawaii, USA)                                                                  |                     | wurde in den 1930er-Jahren zuletzt gesichtet | [ 19 ] [ 156 ]                               |                                                 |
| Hawaiodillo perkinsi                                                                          |                                 | Asseln (Isopoda)                                 | Armadillidae                                                       | Maui und evtl. Kauaʻi (Hawaii, USA)                                                   |                     | wurde im Jahr 1894 zuletzt gesichtet; nur ein Exemplar bekannt | [ 19 ] [ 156 ]                               |                                                 |
| Hawaiodillo sharpi                                                                            |                                 | Asseln (Isopoda)                                 | Armadillidae                                                       | Kauaʻi (Hawaii, USA)                                                                  |                     | wurde im Jahr 1896 zuletzt gesichtet; nur ein Exemplar bekannt | [ 19 ] [ 156 ]                               |                                                 |
| Hypsimetopus intrusor                                                                         |                                 | Asseln (Isopoda)                                 | Amphisopodidae                                                     | in der Nähe von Zeehan (Tasmanien, Australien)                                        |                     | wurde vor 1903 zuletzt gesichtet; nur Männchen sind bekannt | [ 19 ] [ 157 ]                               |                                                 |
| Ingolfiella longipes                                                                          |                                 | Flohkrebse (Amphipoda)                           | Ingolfiellidae                                                     | Höhle in Hamilton Parish (Bermuda)                                                    |                     | wurde im Jahr 1978 zuletzt gesichtet; ein einziges Exemplar bekannt | [ 19 ] [ 158 ]                               |                                                 |
| Macrobrachium denticulatum                                                                    |                                 | Zehnfußkrebse (Decapoda)                         | Felsen- und Partnergarnelen (Palaemonidae)                         | Rio São Francisco und seine Nebenflüsse (Sergipe, Alagoas, Brasilien)                 | (PE)                | wurde im Jahr 1995 zuletzt gesichtet | [ 19 ] [ 159 ] [ 35 ] [ 33 ]                 |                                                 |
| Macrobrachium hirtimanus                                                                      |                                 | Zehnfußkrebse (Decapoda)                         | Felsen- und Partnergarnelen (Palaemonidae)                         | Mauritius, Insel Réunion (Frankreich)                                                 |                     | wurde in den 1980er-Jahren zuletzt gesichtet | [ 19 ] [ 160 ] [ 161 ] [ 162 ]               |                                                 |
| Macrobrachium leptodactylus                                                                   |                                 | Zehnfußkrebse (Decapoda)                         | Felsen- und Partnergarnelen (Palaemonidae)                         | Umgebung von Bogor auf der Insel Java (Indonesien)                                    |                     | wurde im Jahr 1888 zuletzt gesichtet | [ 19 ] [ 163 ]                               |                                                 |
| Macrobrachium oxyphilus                                                                       |                                 | Zehnfußkrebse (Decapoda)                         | Felsen- und Partnergarnelen (Palaemonidae)                         | im Norden von Selangor (Malaysia)                                                     | (PE)                | wurde vor 2003 zuletzt gesichtet; danach wurde der Torfsumpf, in dem die Art lebte, in Ölpalmenplantagen umgewandelt                                                                              | [ 19 ] [ 164 ] [ 35 ] [ 33 ]                 |                                                 |
| Macrobrachium purpureamanus                                                                   |                                 | Zehnfußkrebse (Decapoda)                         | Felsen- und Partnergarnelen (Palaemonidae)                         | Insel Kundur (Riau-Inseln, Indonesien)                                                | (PE)                | wurde vor 1998 zuletzt gesichtet; danach wurde der Torfsumpf, in dem die Art lebte, in Ölpalmen- und Kautschukplantagen umgewandelt                                                               | [ 19 ] [ 165 ] [ 35 ] [ 33 ]                 |                                                 |
| Macrobrachium scorteccii                                                                      |                                 | Zehnfußkrebse (Decapoda)                         | Felsen- und Partnergarnelen (Palaemonidae)                         | Norden von (Somalia)                                                                  | (PE)                | wurde im Jahr 1957 zuletzt gesichtet; aufgrund von vielen Dürreperioden ist die einzige Quelle, an der die Art gefunden wurde, sehr wasserarm geworden                                            | [ 19 ] [ 166 ] [ 35 ] [ 33 ]                 |                                                 |
| Pacifastacus nigrescens                                                                       |                                 | Zehnfußkrebse (Decapoda)                         | Astacidae                                                          | in der Nähe von San Francisco (Kalifornien, USA)                                      |                     | wurde vor 1900 zuletzt gesichtet; wurde vom Signalkrebs verdrängt, der in den 1800er-Jahren in Kalifornien eingeführt wurde                                                                       | [ 19 ] [ 167 ] [ 168 ] [ 35 ] [ 28 ]         | Pacifastacus nigrescens                         |
| Palaemonetes cummingi                                                                         |                                 | Zehnfußkrebse (Decapoda)                         | Felsen- und Partnergarnelen (Palaemonidae)                         | in einer Kalksteinhöhle in Alachua County (Florida, USA)                              | (PE)                | wurde im Jahr 1973 zuletzt gesichtet | [ 19 ] [ 169 ] [ 170 ] [ 36 ] [ 35 ] [ 33 ]  |                                                 |
| Perbrinckia gabadagei                                                                         |                                 | Zehnfußkrebse (Decapoda)                         | Gecarcinucidae                                                     | Adam’s Peak (Sri Lanka, Indien)                                                       | (PE)                | wurde im Jahr 1996 zuletzt gesichtet | [ 19 ] [ 171 ] [ 35 ] [ 33 ]                 |                                                 |
| Potamonautes acristatus                                                                       |                                 | Zehnfußkrebse (Decapoda)                         | Potamonautidae                                                     | Bolobo (Provinz Mai-Ndombe, Demokratische Republik Kongo)                             |                     | Aussterbedatum unbekannt; nur zwei Exemplare bekannt | [ 172 ] [ 35 ]                               |                                                 |
| Potamonautes adeleae                                                                          |                                 | Zehnfußkrebse (Decapoda)                         | Potamonautidae                                                     | Fluss Kwango bei Cafunfo (Provinz Lunda Norte, Angola)                                |                     | wurde im Jahr 1954 zuletzt gesichtet | [ 173 ] [ 35 ]                               |                                                 |
| Potamonautes adentatus                                                                        |                                 | Zehnfußkrebse (Decapoda)                         | Potamonautidae                                                     | Provinz Kwango (Demokratische Republik Kongo)                                         |                     | wurde im Jahr 1955 zuletzt gesichtet | [ 174 ] [ 35 ]                               |                                                 |
| Potamonautes bipartitus                                                                       |                                 | Zehnfußkrebse (Decapoda)                         | Potamonautidae                                                     | (Uganda)                                                                              |                     | wurde im Jahr 1892 zuletzt gesichtet | [ 175 ] [ 35 ]                               |                                                 |
| Potamonautes dubius                                                                           |                                 | Zehnfußkrebse (Decapoda)                         | Potamonautidae                                                     | Fluss Kunene (Angola, Namibia)                                                        |                     | wurde im Jahr 1890 zuletzt gesichtet | [ 19 ] [ 176 ] [ 35 ]                        |                                                 |
| Potamonautes lueboensis                                                                       |                                 | Zehnfußkrebse (Decapoda)                         | Potamonautidae                                                     | Luebo (Demokratische Republik Kongo)                                                  |                     | wurde im Jahr 1934 zuletzt gesichtet | [ 177 ] [ 35 ]                               |                                                 |
| Potamonautes punctatus                                                                        |                                 | Zehnfußkrebse (Decapoda)                         | Potamonautidae                                                     | (Demokratische Republik Kongo)                                                        |                     | wurde im Jahr 1934 zuletzt gesichtet | [ 178 ] [ 35 ]                               |                                                 |
| Potamonautes rodolphianus                                                                     |                                 | Zehnfußkrebse (Decapoda)                         | Potamonautidae                                                     | in einem Süßwasserstrom, der in den Turkana-See fließt (Kenia)                        |                     | wurde Anfang der 1900er-Jahre zuletzt gesichtet | [ 179 ] [ 35 ]                               | Potamonautes rodolphianus                       |
| Potamonautes rothschildi                                                                      |                                 | Zehnfußkrebse (Decapoda)                         | Potamonautidae                                                     | Marsabit (Kenia)                                                                      |                     | wurde im Jahr 1909 zuletzt gesichtet | [ 180 ] [ 35 ]                               |                                                 |
| Potamonautes schubotzi                                                                        |                                 | Zehnfußkrebse (Decapoda)                         | Potamonautidae                                                     | Fluss Uelle (Orientale, Demokratische Republik Kongo)                                 |                     | wurde im Jahr 1936 zuletzt gesichtet | [ 181 ] [ 35 ]                               |                                                 |
| Potamonautes senegalensis                                                                     |                                 | Zehnfußkrebse (Decapoda)                         | Potamonautidae                                                     | Fluss Senegal (Senegal)                                                               |                     | wurde im Jahr 1960 zuletzt gesichtet; nur zwei Exemplare sind bekannt | [ 182 ] [ 35 ]                               |                                                 |
| Procambarus angustatus                                                                        |                                 | Zehnfußkrebse (Decapoda)                         | Cambaridae                                                         | Georgia (USA)                                                                         |                     | wurde im Jahr 1856 zuletzt gesichtet (laut IUCN zuletzt im Jahr 1958); ein einziges Exemplar, ein Männchen, bekannt                                                                               | [ 19 ] [ 183 ] [ 184 ] [ 35 ] [ 28 ]         |                                                 |
| Procambarus connus                                                                            |                                 | Zehnfußkrebse (Decapoda)                         | Cambaridae                                                         | Carrollton (Carroll County, Mississippi, USA)                                         |                     | wurde vor 1937 zuletzt gesichtet | [ 19 ] [ 185 ] [ 186 ]                       |                                                 |
| Procambarus delicatus                                                                         |                                 | Zehnfußkrebse (Decapoda)                         | Cambaridae                                                         | Ocala National Forest (Lake County, Florida, USA)                                     | (PE)                | wurde im Jahr 1986 oder 1985 zuletzt gesichtet | [ 19 ] [ 187 ] [ 188 ] [ 35 ] [ 33 ]         |                                                 |
| Procambarus paradoxus                                                                         |                                 | Zehnfußkrebse (Decapoda)                         | Cambaridae                                                         | 35 km nordöstlich von Zacapoaxtla (Puebla, Mexiko)                                    | (PE)                | wurde in den 1940er-Jahren zuletzt gesichtet | [ 19 ] [ 189 ] [ 35 ] [ 33 ]                 | Procambarus paradoxus                           |
| Pseudodiploexochus insularis                                                                  |                                 | Asseln (Isopoda)                                 | Armadillidae                                                       | Insel St. Helena (Britische Überseegebiete)                                           |                     | wurde im Jahr 1959 zuletzt gesichtet | [ 35 ]                                       |                                                 |
| Pseudodiploexochus mellissi                                                                   |                                 | Asseln (Isopoda)                                 | Armadillidae                                                       | Insel St. Helena (Britische Überseegebiete)                                           |                     | wurde im Jahr 1959 zuletzt gesichtet | [ 35 ]                                       |                                                 |
| Rhipidogammarus rheophilus                                                                    |                                 | Flohkrebse (Amphipoda)                           | Gammaridae                                                         | Teneriffa (Kanarische Inseln, Spanien)                                                |                     | Aussterbedatum unbekannt | [ 19 ] [ 190 ]                               |                                                 |
| Sinodina acutipoda                                                                            |                                 | Zehnfußkrebse (Decapoda)                         | Süßwassergarnelen (Atyidae)                                        | Lugu-See (Yunnan-Guizhou-Plateau, China)                                              | (PE)                | Aussterbedatum unbekannt | [ 19 ] [ 191 ] [ 35 ] [ 33 ]                 |                                                 |
| Spherillo albospinosus                                                                        |                                 | Asseln (Isopoda)                                 | Armadillidae                                                       | Oʻahu (Hawaii, USA)                                                                   |                     | wurde in den 1930er-Jahren zuletzt gesichtet | [ 19 ] [ 156 ]                               |                                                 |
| Spherillo carinulatus                                                                         |                                 | Asseln (Isopoda)                                 | Armadillidae                                                       | Kauaʻi (Hawaii, USA)                                                                  |                     | wurde in den 1930er-Jahren zuletzt gesichtet | [ 19 ] [ 156 ]                               |                                                 |
| Spherillo misellus                                                                            |                                 | Asseln (Isopoda)                                 | Armadillidae                                                       | Tasmanien (Australien)                                                                |                     | wurde im Januar 1843 oder vorher zuletzt gesichtet | [ 19 ] [ 192 ]                               |                                                 |
| Strengeriana antioquensis                                                                     |                                 | Zehnfußkrebse (Decapoda)                         | Pseudothelphusidae                                                 | Departamento de Antioquia (Kolumbien)                                                 | (PE)                | Aussterbedatum unbekannt | [ 19 ] [ 193 ] [ 35 ] [ 33 ]                 |                                                 |
| Stygobromus lucifugus                                                                         |                                 | Flohkrebse (Amphipoda)                           | Crangonyctidae                                                     | Abingdon (Knox County, Illinois, USA)                                                 |                     | wurde im Jahr 1882 zuletzt gesichtet | [ 19 ] [ 194 ] [ 195 ] [ 196 ] [ 28 ] [ 32 ] |                                                 |
| Sudanonautes orthostylis                                                                      |                                 | Zehnfußkrebse (Decapoda)                         | Potamonautidae                                                     | Bipindi und Baduma (Kamerun)                                                          |                     | wurde im Jahr 1898 zuletzt gesichtet | [ 197 ] [ 35 ]                               |                                                 |
| Syncaris pasadenae, Syn.: Syncaris pasadenas                                                  | Pasadena-Süßwassergarnele       | Zehnfußkrebse (Decapoda)                         | Süßwassergarnelen (Atyidae)                                        | Los Angeles River bei Pasadena und San Gabriel (Los Angeles County, Kalifornien, USA) |                     | wurde im Jahr 1933 zuletzt gesichtet | [ 19 ] [ 198 ] [ 199 ] [ 28 ] [ 32 ]         |                                                 |
| Tehuana veracruzana                                                                           |                                 | Zehnfußkrebse (Decapoda)                         | Pseudothelphusidae                                                 | Los Tuxtlas (Veracruz, Mexiko)                                                        | (PE)                | Aussterbedatum unbekannt | [ 19 ] [ 200 ] [ 35 ] [ 33 ]                 |                                                 |
| Uca minor                                                                                     |                                 | Zehnfußkrebse (Decapoda)                         | Ocypodidae                                                         | Oʻahu (Hawaii, USA)                                                                   |                     | wurde zwischen 1826 und 1827 zuletzt gesichtet | [ 19 ] [ 201 ] [ 202 ]                       |                                                 |
| Stamm Gliederfüßer (Arthropoda), Klasse Maxillopoda                                           |                                 |                                                  |                                                                    |                                                                                       |                     | |                                              |                                                 |
| Paranitocrella bastiani                                                                       |                                 | Harpacticoida                                    | Ameiridae                                                          | Gnangara Mound (Perth, Western Australia, Australien)                                 |                     | wurde nach 1989 zuletzt gesichtet; Aussterben ist nicht gesichert, könnte noch wo existieren | [ 19 ] [ 203 ]                               |                                                 |
| Stamm Gliederfüßer (Arthropoda), Klasse Muschelkrebse, Ostrakoden (Ostracoda)                 |                                 |                                                  |                                                                    |                                                                                       |                     | |                                              |                                                 |
| Stamm Chordatiere (Chordata), Unterstamm Wirbeltiere bzw. Schädeltiere (Vertebrata, Craniota) |                                 |                                                  |                                                                    |                                                                                       |                     | |                                              |                                                 |
| Siehe Liste der neuzeitlich ausgestorbenen Amphibien                                          |                                 |                                                  |                                                                    |                                                                                       |                     | |                                              |                                                 |
| Siehe Liste der neuzeitlich ausgestorbenen Fische                                             |                                 |                                                  |                                                                    |                                                                                       |                     | |                                              |                                                 |
| Siehe Liste der neuzeitlich ausgestorbenen Reptilien                                          |                                 |                                                  |                                                                    |                                                                                       |                     | |                                              |                                                 |
| Siehe Liste der neuzeitlich ausgestorbenen Säugetiere                                         |                                 |                                                  |                                                                    |                                                                                       |                     | |                                              |                                                 |
| Siehe Liste der neuzeitlich ausgestorbenen Vögel                                              |                                 |                                                  |                                                                    |                                                                                       |                     | |                                              |                                                 |
| Stamm Nesseltiere (Cnidaria), Klasse Blumentiere (Anthozoa)                                   |                                 |                                                  |                                                                    |                                                                                       |                     | |                                              |                                                 |
| Edwardsia ivelli                                                                              |                                 | Seeanemonen, Aktinien (Actiniaria)               | Edwardsiidae                                                       | Widewater Lagoon (West Sussex, England, Vereinigtes Königreich)                       | (PE)                | wurde im Jahr 1983 zuletzt gesichtet | [ 18 ] [ 204 ] [ 205 ]                       |                                                 |
| Montigyra kenti                                                                               |                                 | Steinkorallen (Scleractinia)                     | Euphylliidae                                                       | Lacepedeinseln (im Nordwesten von Australien)                                         |                     | nur ein Exemplar, der Holotyp, bekannt, der im Jahr 1928 gesammelt wurde | [ 206 ] [ 35 ]                               |                                                 |
| Rhizopsammia wellingtoni                                                                      |                                 | Steinkorallen (Scleractinia)                     | Dendrophylliidae                                                   | Galapagosinseln (Ecuador)                                                             | (PE)                | wurde im Jahr 2000 zuletzt gesichtet | [ 18 ] [ 207 ] [ 35 ] [ 33 ]                 |                                                 |
| Stamm Nesseltiere (Cnidaria), Klasse Hydrozoen (Hydrozoa)                                     |                                 |                                                  |                                                                    |                                                                                       |                     | |                                              |                                                 |
| Astrohydra japonica                                                                           |                                 | Limnomedusae                                     | Olindiidae                                                         | Präfektur Shizuoka (Japan)                                                            |                     | wurde seit den 1980er-Jahren nicht mehr gesichtet; die einzigen bekannten Exemplare sind im National Museum of Natural History (Smithsonian Institution, Washington, D.C.)                        | [ 18 ] [ 208 ]                               |                                                 |
| Craspedacusta iseana = Craspedacusta iseanum                                                  |                                 | Limnomedusae                                     | Olindiidae                                                         | in altem Brunnen in Tsu (Präfektur Mie, Japan)                                        |                     | wurden im Jahr 1921 zuletzt gesichtet; nur drei männliche Exemplare bekannt, das Typusexemplar ist verloren gegangen; 1922 wurde der Brunnen zerstört                                             | [ 18 ] [ 208 ]                               |                                                 |
| Millepora boschmai                                                                            |                                 | Anthoathecata                                    | Feuerkorallen (Milleporidae)                                       | Nationalpark Coiba und Meeres-Nationalpark Golf von Chiriquí (Panama), (Indonesien)   |                     | wurde in den frühen 1990er-Jahren zuletzt gesichtet | [ 18 ] [ 209 ] [ 33 ] [ 35 ]                 |                                                 |
| Stamm Stachelhäuter (Echinodermata), Klasse Seesterne (Asteroidea)                            |                                 |                                                  |                                                                    |                                                                                       |                     | |                                              |                                                 |
| Heliaster solaris                                                                             |                                 | Zangensterne (Forcipulatida)                     | Heliasteridae                                                      | vor der Insel Española (Galapagosinseln, Ecuador)                                     |                     | wurde im Jahr 1983 zuletzt gesichtet; überlebte den Anstieg der Gewässertemperatur durch das El-Niño-Phänomen nicht                                                                               | [ 20 ] [ 210 ]                               | Heliaster solaris                               |
| Patiriella littoralis                                                                         |                                 | Klappensterne (Valvatida)                        | Asterinidae                                                        | Tasmanien (Australien)                                                                |                     | wurde im Jahr 1993 zuletzt gesichtet | [ 20 ] [ 211 ] [ 212 ]                       | Patiriella littoralis · Patiriella littoralis   |
| Stamm Weichtiere (Mollusca)                                                                   |                                 |                                                  |                                                                    |                                                                                       |                     | |                                              |                                                 |
| Siehe Liste der neuzeitlich ausgestorbenen Weichtiere                                         |                                 |                                                  |                                                                    |                                                                                       |                     | |                                              |                                                 |
| Stamm Schnurwürmer (Nemertea), Klasse Enopla                                                  |                                 |                                                  |                                                                    |                                                                                       |                     | |                                              |                                                 |
| Antiponemertes allisonae                                                                      |                                 | Hoplonemertea                                    | Prosorhochmidae                                                    | in der Nähe der Menzies Bay (bei Christchurch, Südinsel, Neuseeland)                  |                     | wurde ein einziges Mal, und das im Jahr 1961 gesichtet | [ 23 ] [ 213 ]                               |                                                 |
| Geonemertes rodericana                                                                        |                                 | Hoplonemertea                                    | Prosorhochmidae                                                    | Insel Rodrigues (Mauritius)                                                           |                     | wurde im Jahr 1918 zuletzt gesichtet; seitdem wurde der gesamte Wald, in dem die Art lebte, gerodet                                                                                               | [ 23 ] [ 214 ]                               | Geonemertes rodericana · Geonemertes rodericana |
| Prosadenoporus agricola                                                                       |                                 | Hoplonemertea                                    | Prosorhochmidae                                                    | Insel Grand Bermuda (Bermuda, Britische Überseegebiete)                               | (PE)                | wurde im Jahr 1966 zuletzt gesichtet | [ 23 ] [ 215 ] [ 35 ] [ 33 ]                 | Prosadenoporus agricola                         |
| Stamm Stummelfüßer (Onychophora), Klasse Udeonychophora                                       |                                 |                                                  |                                                                    |                                                                                       |                     | |                                              |                                                 |
| Peripatopsis leonina = Peripatopsis leonine                                                   |                                 | Euonychophora                                    | Peripatopsidae                                                     | Signal Hill (Kapstadt, Südafrika)                                                     |                     | wurde im Jahr 1900 zuletzt gesichtet | [ 24 ] [ 216 ] [ 217 ]                       |                                                 |
| Stamm Plattwürmer (Plathelminthes), Klasse Rhabditophora                                      |                                 |                                                  |                                                                    |                                                                                       |                     | |                                              |                                                 |
| Sphalloplana holsingeri                                                                       |                                 | Neoophora                                        | Kenkiidae                                                          | Illinois, Virginia (USA)                                                              |                     | Aussterbedatum unbekannt | [ 25 ] [ 218 ]                               |                                                 |
| Stamm Plattwürmer (Plathelminthes), Klasse Saugwürmer (Trematoda)                             |                                 |                                                  |                                                                    |                                                                                       |                     | |                                              |                                                 |
| Stichocotyle nephropis                                                                        |                                 | Stichocotylida                                   | Stichocotylidae                                                    | Atlantischer Ozean, Nordsee                                                           |                     | wurde im Jahr 1986 zuletzt gesichtet | [ 25 ] [ 219 ]                               |                                                 |
| Stamm Bärtierchen (Tardigrada), Klasse Mesotardigrada                                         |                                 |                                                  |                                                                    |                                                                                       |                     | |                                              |                                                 |
| Thermozodium esakii                                                                           |                                 | Thermozodia                                      | Thermozodiidae                                                     | heiße Quelle in der Nähe von Nagasaki (Kyūshū, Japan)                                 |                     | wurde im Jahr 1937 zuletzt gesichtet; die Quelle wurde bei einem Erdbeben zerstört | [ 26 ] [ 220 ]                               |                                                 |